# Anthidium clypeodentatum
Anthidium clypeodentatum är en biart som beskrevs av Swenk 1914. Anthidium clypeodentatum ingår i släktet ullbin och familjen buksamlarbin. Inga underarter finns listade.

## Beskrivning
Som de flesta medlemmar av släktet är arten svart med gula band på bakkroppen. Färgteckningen varierar, men den gula färgen tenderar att bli mer intensiv i den södra delen av utbredningsområdet.

## Ekologi
Anthidium clypeodentatum är en höglandsart som specialiserat sig på ärtväxter som födokälla, då framför allt käringtandssläktet, även om den också besöker vedlar.

## Utbredning
Utbredningsområdet omfattar västra Nordamerika från Manitoba till British Columbia i Kanada, samt Nebraska, Colorado och Kalifornien i USA.